# Унгерн-Штернберг
Унгерн-Штернберги (нем. Ungern-Sternberg) — старинный немецко-балтийский (остзейский) баронский род.
Одна из линий рода получила в 1874 году графское достоинство Российской империи. Род Унгерн-Штернбергов был внесён в дворянские матрикулы всех трёх прибалтийских губерний. Девиз рода Унгернов: «Звезда их не знает заката». По словам Р. Ф. Унгерна, его род имел 72 убитых на войне.[какой?] 

## Происхождение
Происходит от Ганса Венгерского (Hans von Ungern), бывшего в 1269 году вассалом рижского архиепископа; по другим данным — от Иоганна Штернберга, переселившегося из Венгрии в Лифляндию в 1211 году. 
По свидетельству ливонского хрониста Германа Вартбергского, 29 марта 1277 года рыцарь Рудольф фон Унгерн заключил договор с магистром Ливонского ордена Эрнстом Ратцебургом. 
Баронское достоинство пожаловано этому роду в 1653 году шведской королевой Кристиной (по другим данным, в 1534 году германским императором Фердинандом Первым).

## Известные представители
- Унгерн, Рейнгольд фон (ум. 1543) — немецкий рыцарь и государственный деятель Эзель-Викского епископства.
- Унгерн, Юрген фон (ум. 1534) — немецкий рыцарь и государственный деятель Эзель-Викского епископства.
- Унгерн, Вольмар фон (ум. до 1587) — немецкий католический священник.
- Унгерн, Юнгерн фон — в 1577 году в числе всадников братства Черноголовых участвовал в обороне Ревеля от русских войск под командованием воевод Ф. И. Мстиславского и И. В. Шереметева.
- Унгерн-Штернберг, Карл Карлович (1730—1797) — генерал-адъютант императора Петра III, глава Санкт-Петербургской губернии (1774—1779).
- Унгерн-Штернберг, Роман Романович (1744—1811) — «барон-пират», крупнейший землевладелец острова Даго, по обвинению в убийстве сослан в Сибирь.
- Унгерн-Штернберг, Анна Владимировна фон (1769—1846) — дочь коменданта Ревельской крепости, жена А. Г. Бобринского.
- Унгерн-Штернберг, Эрнест Романович (1794—1879) — посол Российской империи в Дании с 1847 по 1860 гг.
- Унгерн-Штернберг, Владимир Карлович (1802—1852) — генерал-майор[2] (Георгиевский кавалер, подполковник, № 6256, 11 декабря 1840).
- Унгерн-Штернберг, Армин Карлович (1804—1887) — генерал от кавалерии, Георгиевский кавалер (полковник, № 9062, 26 ноября 1853).
- Унгерн-Штернберг, Александр фон (1806—1869) — писатель-беллетрист на немецком и русском языках.
- Унгерн-Штернберг, Александр Адольфович — русский земский деятель, в 1897 был заместителем председателя Славяносербской земской управы.[3]
- Унгерн-Штернберг, Роман Фёдорович фон (1885—1921) — русский генерал, видный деятель Белого движения на Дальнем Востоке.
- Унгерн-Штернберг, Рольф Рудольфович (1880—1943) — российский дипломат.
- Унгерн-Штернберг, Ольга (24.11.1895 — 22.11.1997) — немецкий астролог и врач, долгожительница.
- Унгерн-Штернберг, Юрген фон[нем.] (род. 1940) — немецкий учёный-историк, профессор Базельского университета.

## Графский герб

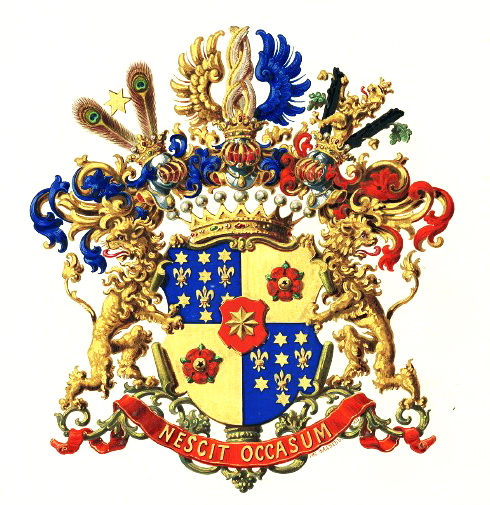
графский герб

У графа Эвальда Унгерн-Штернберга был четырехчастный щит с малым щитком в середине. В щитке в червленом поле золотая восьмиконечная звезда. В первой и четвертой лазоревых частях основного щита три золотые лилии (две и одна) и семь золотых шестиконечных звезд: три в ряд над двумя лилиями, одна между ними; две по бокам нижней лилии, и последняя под ней. Во второй и третьей золотых частях червленая пятилепестковая роза, с золотой сердцевиной и с пятью зелеными листочками. 
Над щитом графская корона и три графские коронованные шлемы. Нашлемники: средний — связка из золотых и серебряных, переплетенных между собой петушиных перьев между золотым и синим орлиными крыльями; правый — два павлиньих пера, между ними золотая шестиугольная звезда; левый — золотой возникающий коронованный лев вправо, между двух черных, с золотыми желудями и с зелеными листьями, дубовых пней. Наметы: средний и правый — лазоревый с золотом; левый — червленый с золотом. Щитодержатели: два золотых льва с повернутыми назад головами, с червлеными глазами и языками. Девиз: «NESCIT OCCASUM» золотыми буквами на червленой ленте.